# Die Entscheidung (Zeitschrift)
Die Entscheidung (neuere Eigenschreibweise: ENTSCHEIDUNG!) ist das offizielle Magazin der Jungen Union Deutschlands, der gemeinsamen Jugendorganisation der Parteien CDU und CSU. Sie erscheint zweimonatlich mit einer Auflage von etwa 11.000 Exemplaren (IVW 4/2006). Zu Kongressen oder Parteitagen erscheinen jedoch auch Sonderausgaben mit höherer Auflage.
Die Zeitschrift wird über 8.000 Funktionären der Jungen Union kostenlos zugestellt. Darüber hinaus erhalten alle CDU-Abgeordneten der deutschen Landesparlamente, des Bundestages sowie des Europäischen Parlamentes Die Entscheidung. Weitere Empfänger des Magazins sind außerdem Pressevertreter und zahlreiche Abonnenten.

## Geschichte
Bald nach Gründung der Jungen Union im Jahr 1947 werden in Hamburg die „Informationen der Jungen Union“ veröffentlicht. Es sind die Vorläufer der seit August 1951 vom Bundesverband der Jungen Union herausgegebenen Werkhefte der Jungen Union, aus denen wiederum 1953 das Magazin Die Entscheidung wurden. Während diese zweiwöchentlich erscheinenden Broschüren vor allem die Basis (die einfachen Mitglieder) der Jungen Union über aktuelle politische Themen und Entscheidungen unterrichten sollten, war beabsichtigt, mit einer neuen Verbandszeitschrift auch außerhalb der Jungen Union eine Leserschaft anzusprechen. Außerdem sollte mit Hilfe der neuen Zeitschrift ein Medium zur verbandsinternen Diskussion und zur Auseinandersetzung mit den beiden Mutterparteien geschaffen werden. Der Titel des neuen Magazins lautete in den ersten fünf Jahren noch Informationen der Jungen Union Deutschlands.
Herausgegeben wurde Die Entscheidung bis zum Jahr 1970 formal vom Bundessekretär (spätere Bezeichnung: Bundesgeschäftsführer) der Jungen Union. Danach ging diese Funktion auf den Bundesvorstand selbst über.
2004 erschien Die Entscheidung einmalig in einer Auflage von 150.000 Exemplaren. Die Sonderedition Black is beautiful wurde sämtlichen Mitgliedern der Jungen Union postalisch zugestellt.
Im Mai 2013 feierte Die Entscheidung ihren 60. Geburtstag. Anlässlich des Jubiläums erschien das Heft 05/06 2013 mit einem schwarzen Titelbild, das eine farbige "60" zeigte. Neben vielen Zeitzeugen und Wegbereitern, darunter Helmut Kohl, gratulierten auch Norbert Lammert und Stern-Chefredakteur Hans-Ulrich Jörges. Zu den Laudatoren des so genannten Frühlingsempfangs der Entscheidung, der im Mai desselben Jahres im Zeichen des Jubiläums im Berliner Kollhoff-Haus stattfand, gehörte neben Bundestagspräsident Norbert Lammert als Vertreter des Weiss-Verlags Verlagsleiter Alexander Lenders.

## Redaktion
Der Sitz der Redaktion ist in der Bundesgeschäftsstelle der Jungen Union in Berlin. Nathanael Liminski, der die Zeitschrift von Herbst 2011 bis Sommer 2017 als Chefredakteur leitete, fungiert seitdem gemeinsam mit dem JU-Bundesvorsitzenden als Herausgeber. Aktueller Chefredakteur ist seit Dezember 2022 Fabio Crynen. Der Bundesvorstand der Jungen Union beruft auch die übrige Redaktion. Im Rahmen der generellen Oberaufsicht des Bundesvorstandes und der Erwartung politischer Linientreue verfügt die Redaktion über Entscheidungsfreiheit bezüglich der Inhalte und Artikel der Entscheidung.
Unter Chefredakteur Georg Milde (2002–2003) erschien Die Entscheidung erstmals vollständig in Farbe, dafür aus Kostengründen im Zwei-Monats-Rhythmus, statt der bisherigen Erscheinungsweise mit zehn Ausgaben im Jahr und schwarz-weißem Innenteil. Milde gehört der Redaktion bis heute durchgehend an – für seine Portraitreihe „Wege in die Politik“ interviewt er Persönlichkeiten aus dem JU- und CDU-nahen Politikumfeld und skizziert deren Werdegänge. 
Zu den dienstältesten Chefredakteuren zählt Sidney Pfannstiel (2003–2009), der letzte amtierende JU-Bundespressesprecher (2002–2003), der zuvor als Klatsch-Kolumnist für die 20 Minuten Köln arbeitete. Pfannstiel brachte auch politikferne Persönlichkeiten ins Magazin, wie den US-Schauspieler Christian Slater. Im neunten Jahr seiner Mitarbeit und im siebten Jahr als Chefredakteur trat er 2010 „altersbedingt“ zurück und wurde daraufhin vom JU-Bundesvorstand zum „Bundesschankwart auf Lebenszeit“ ernannt.

## Ehemalige Chefredakteure (Auswahl)
- Jürgen Doetz, Präsident des VPRT
- Jürgen Wahl, ehemaliger Redakteur des Rheinischen Merkur
- Jürgen Wohlrabe, ehemaliger Präsident des Berliner Abgeordnetenhauses
- Frank Überall
- Philipp Mißfelder MdB, Bundesvorsitzender der Jungen Union
- Hans-Peter Niedermeier, Leiter des Förderwerks der Hanns-Seidel-Stiftung
- Dirk Metz, ehemaliger Staatssekretär und Sprecher der Hessischen Landesregierung
- Sidney Pfannstiel
- Younes Ouaqasse[4]
- Nathanael Liminski
- Florian Müller